# Nặm Ét
Nặm Ét (còn được viết là Nậm Ét) là một xã thuộc huyện Quỳnh Nhai, tỉnh Sơn La, Việt Nam.
Xã có diện tích 58,98 km², dân số năm 2011 là 4110 người, mật độ dân số đạt 34 người/km².